# Douze preux de Charlemagne

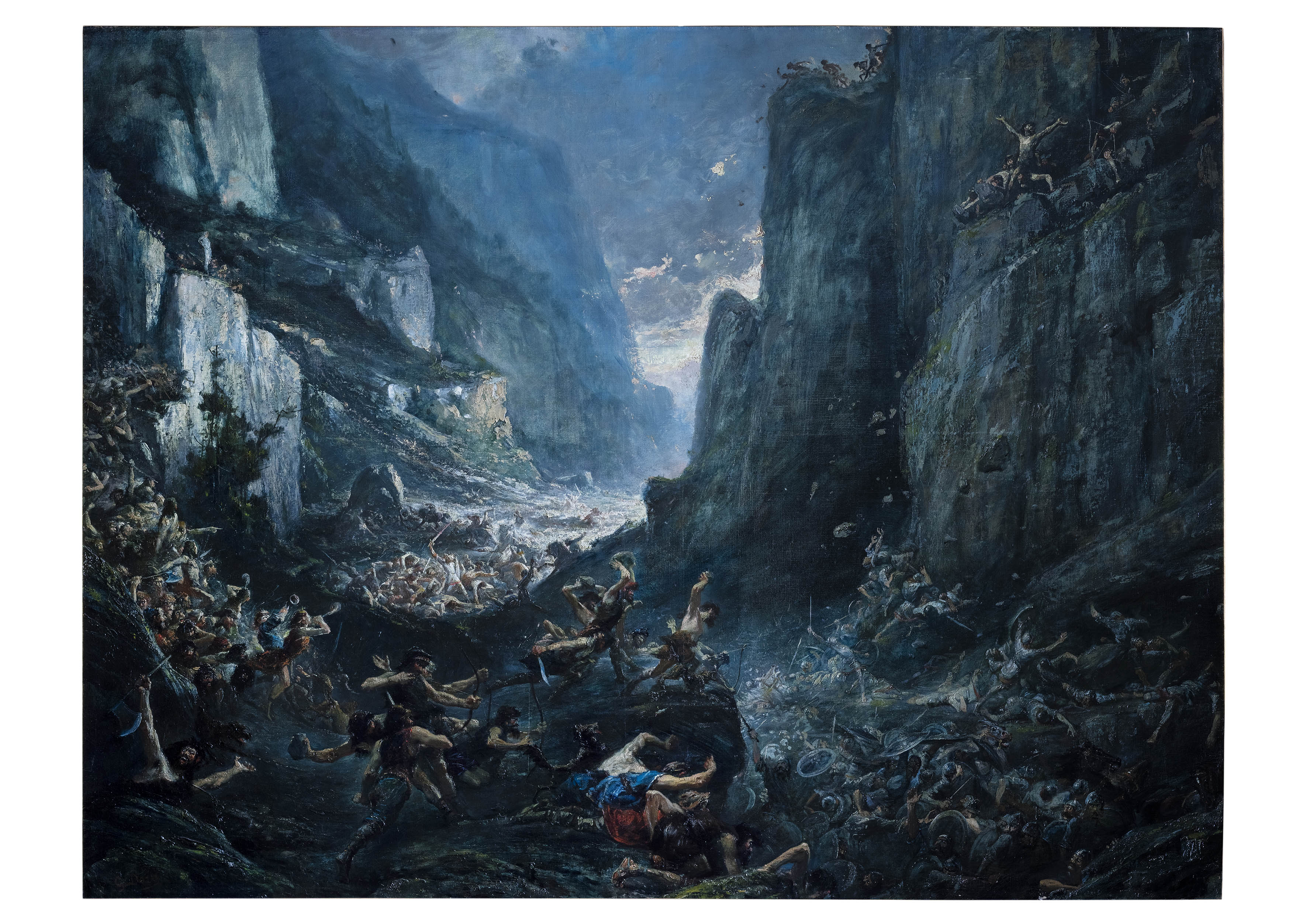
Roland à la bataille de Roncevaux par Gustave Doré.

Les douze preux de Charlemagne — aussi appelés douze pairs — sont des chevaliers légendaires qui auraient entouré Charlemagne. La pairie, qui a inspiré ces légendes, est apparue bien après, au XIIe siècle, sous Philippe Auguste.

## Littérature médiévale
Dans la chanson de Roland, les chevaliers sont Roland, Olivier, Gérin, Gérier, Bérenger, Othon, Samson, Engelier, Ivon, Ivoire, Anséïs et Girart de Roussillon.
Cependant, dans plusieurs œuvres dont le Pèlerinage de Charlemagne, une chanson de geste du XIIe siècle, l'archevêque Turpin et Ogier le Danois sont parfois considérés comme faisant partie de cette liste 

## Littérature moderne
Publié en 1516, le poème Orlando Furioso réécrit la chanson de Roland en modifiant la liste des preux.
Dans le poème de Boiardo et d’Arioste, les douze preux de Charlemagne sont Orlando (Roland), neveu de Charlemagne et héros en chef parmi les paladins ; Oliver, le rival de Roland ; Ferumbras (Fierabras), un sarrasin devenu chrétien ; Astolpho, descendant de Charles Martel et cousin d’Orlando ; Ogier le Danois; Ganelon le traître, qui apparaît dans L’Enfer de Dante Alighieri ;  Rinaldo (Renaud de Montauban) ; Malagigi (Maugris), un sorcier ; Florismart, un ami d’Orlando ; Guy de Bourgogne ; Namo (Naimon ou Namus), duc de Bavière, conseiller de confiance de Charlemagne ; et Otuel, un autre sarrasin converti.

## Enumération des preux

### Roland
Roland (736-778) est un chevalier franc ayant inspiré la Chanson de Roland.

### Olivier
Olivier est un chevalier légendaire mort à la bataille de Roncevaux en 778.

### Turpin
Turpin est un personnage légendaire, archevêque, compagnon de Charlemagne et de Roland de Roncevaux dans la Chanson de Roland et plusieurs textes médiévaux. Dans la Chanson de Roland, il est davantage dépeint comme un baron que comme un archevêque, prenant notamment part aux combats. Il est peut-être inspiré de Tilpin, archevêque de Reims au VIIIe siècle, ce qui lui vaut de figurer parmi les douze pairs de Charlemagne.
Mais il ne rend jamais visite à son diocèse et même après la défaite de Roncevaux, il ne se rend pas à Reims.

### Béranger
Attention à ne pas le confondre avec Béranger Ier de Frioul.
Ce chevalier légendaire est probablement inspiré de Béranger II de Neustrie quoique ce dernier dont on ignore la date de naissance est mort 82 ans après Charlemagne.

### Anséïs
Après la mort de Roland à la bataille de Roncevaux, Anséïs aurait été le seul à accepter de rester en Espagne pour défendre cette région des invasions mauresques.